# FIMI (azienda)
FIMI S.r.l. è un'azienda multinazionale italiana con sede e stabilimento a Saronno, in provincia di Varese, che opera nella produzione degli apparecchi elettromedicali. Fondata nel 1923 come fabbrica di materiali isolanti, mutò tipologia di produzione nel 1929 specializzandosi nell'elettronica di consumo. È passata al settore elettromedicale dopo il 1969, quando era stata rilevata dal colosso olandese Philips, che ne ha mantenuto il controllo fino al 2009, quando l'ha ceduta all'azienda tecnologica belga Barco.

## Storia
La Fabbrica Italiana Materiali Isolanti (FIMI) fu fondata nel 1923 a Saronno, in provincia di Varese, come società in nome collettivo su iniziativa del signor Antonio Gasperini e del Dottor Valentini. Le sue attività iniziali consistevano nella produzione di materiali isolanti per l'industria elettromeccanica, che si svolgevano in un'officina sita in via Rodolfo Bucco, dove la società aveva sede.
Nel 1925, entrò nella società il dottor Giampiero Corbellini, e la società fu trasformata in accomandita semplice. L'anno seguente, nel 1926 fu avviata la costruzione dello stabilimento in via Saul Banfi, nel quale al reparto isolanti che rappresentava la prima produzione, vennero aggiunti reparti per la costruzione
di ascensori e montacarichi ed un reparto per gli altoparlanti, amplificatori ed apparecchi radioriceventi.  Il 25 novembre 1929, FIMI venne trasformata in società anonima con capitale sociale di 600.000 lire, a seguito della fusione con la ditta saronnese Costruzioni Meccaniche dell'ingegner Felice Cattaneo, ed assunse la denominazione S.A. FIMI. Della nuova società, il Corbellini e il Cattaneo ricoprirono rispettivamente i ruoli di presidente e di amministratore delegato.
A partire dal 1931, FIMI iniziò a produrre apparecchi radiofonici con il marchio Phonola per conto della ditta ALCIS di Milano, di proprietà del Corbellini. FIMI divenne successivamente proprietaria del marchio Phonola, e a cui affiancò anche il marchio Darling, e si affermò sul mercato coi modelli Oro, Alcis, Transoceanico e Ferrosite. L'azienda divenne una delle maggiori produttrici di radio a livello nazionale nel corso degli anni trenta. Nel 1936, la sede sociale fu trasferita a Milano nel centralissimo corso del Littorio al civico 10. A Saronno rimasero le attività industriali, che alla vigilia della Seconda guerra mondiale, impiegavano 200 dipendenti.
Nel 1942, il conte Alessandro Poss rilevò FIMI, che a causa dei successivi eventi bellici dovette sospendere la produzione, non avendo fatto la conversione per scopi militari. Dopo il 1945, a conclusione del conflitto, la ditta riprese le proprie attività, che oltre che con il marchio Phonola, FIMI svolgeva anche come terzista per conto dell'americana Crosley, per le tedesche Grundig e Siemens, per l'austriaca Minerva e l'olandese Philips. Lo stabilimento di Saronno cominciò ad essere ampliato, i fabbricati sorsero e s'aggiunsero rapidamente uno accanto all'altro, i reparti vennero potenziati, s'installarono apparecchiature perfette, si acquistarono macchinari in grado di ottenere una produzione quanto mai rispondente alle necessità del mercato, senza che il miglioramento degli apparecchi prodotti venisse neutralizzato dal costo elevato. Nella seconda metà degli anni cinquanta fu avviata la produzione dei televisori.
Negli anni sessanta, FIMI allargò la produzione a marchio Phonola agli elettrodomestici, in particolare frigoriferi e lavatrici. Nel 1969, l'azienda lombarda, e con essa, il marchio Phonola, fu rilevata da colosso olandese Philips, che avviò la diversificazione delle attività: diversi anni più tardi, nel 1978, FIMI si specializzò nella produzione di monitor per computer per conto delle maggiori aziende informatiche. Nel 1988, fu avviata la produzione di monitor professionali per applicazioni medicali, settore nel quale l'azienda lombarda si impose subito come una dei leader a livello mondiale. Più di 2,5 milioni, sono stati i monitor prodotti da FIMI dall'inizio dell'attività.
A fine anni novanta, FIMI attraversò un momento di crisi, e perciò furono esternalizzate alcune attività affidandole a ditte del territorio, ed attuata una significativa riduzione del personale.
Nel novembre 2009, Philips ha ceduto FIMI alla Barco, multinazionale belga che opera nel settore del medical imaging.

## Informazioni e dati
FIMI S.r.l. è un'azienda con sede e stabilimento a Saronno, in provincia di Varese, controllata dalla multinazionale belga Barco, che opera nella produzione degli apparecchi elettromedicali. La sua gamma di prodotti comprende applicazioni per uso medico, che vanno dal monitoraggio dei pazienti al medical imaging (ultrasuoni, raggi X, MR, CT, chirurgia, PACS) al Point-of-care e a soluzioni per OR integrato.
Nel 2020, l'azienda ha realizzato un fatturato di 66 milioni di euro ed impiegava 104 dipendenti.